# Karel Šafář (pedagog)
Karel Šafář (28. ledna 1889 České Budějovice – 3. června 1970 České Budějovice) byl český středoškolský učitel, překladatel a kulturní pracovník.

## Život

### Mládí
Karel Šafář se narodil v Jírovcově ulici čp. 439. Pocházel z šesti dětí, dva jeho bratři (Jan 1886–1887 a Ludwig 1892–1897) však zemřeli v útlém věku. Jeho otec Matěj Šafář byl truhlářem a umřel v roce 1894. O Karla a o jeho tři sestry Kristinu (1881), Marii (1884) a Teresii (1890) se pak starala jeho matka Kristína, rozená Fojtlová, která pocházela z Velešína a byla praneteří obrozeneckého básníka Josefa Vlastimila Kamarýta. Po smrti otce mu, zásluhou sdružení českobudějovických katolických tovaryšů, pomáhal malíř Jan Řehoř, který pocházel z Dřitně a který mu tam zajistil prázdninové pobyty.

### Studium
Již v mládí se u něj projevil zájem o filologii. Při svém studiu na českobudějovickém Jirsíkově gymnáziu si jeho nadání všiml profesor románské filologie Prokop Miroslav Haškovec, který tam tenkrát učil. V roce 1908 se Šafář s Haškovcem setkal znovu, a to na Filozofické fakultě Univerzity Karlovy, kde Haškovec působil jako docent francouzské literatury, a kde Šafář začal studovat němčinu a francouzštinu. Později se specializoval na francouzštinu a k tomu orientalistiku.  

### Další působení
Po 1. světové válce se stal tlumočníkem pro italskou kontrolní komisi. Žil v Českých Budějovicích, kde do roku 1940 učil na reálném gymnáziu a na dívčím reformním reálném gymnáziu Jany Zátkové, potom odešel do výslužby a věnoval se překladatelství. V Českých Budějovicích se stal členem Alliance française a sekce Institutu di Cultura Italiana. Byl členem Klubu překladatelů. V Českých Budějovicích je po něm pojmenována ulice.

## Překladatelská činnost
Překládal z francouzštiny, turečtiny, arabštiny, italštiny.
- Pohřbený chrám – Maurice Maeterlinck. Praha: Rudolf Brož, 1911
- Povídka o králi, jeho synu, vezírech a otrokyni – neznámý autor arabský; napsal i úvod; in: 1000 nejkrásnějších novel... č. 28. Praha: J. R. Vilímek, 1912
- Episoda o Velledě – François René Chateaubriand; in: 1000 nejkrásnějších novel... č. 29. Praha: J. R. Vilímek, 1912
- Příběh paní de la Pommeraye a markýza des Arcis – Denis Diderot; in: 1000 nejkrásnějších novel... č. 52. Praha: J. R. Vilímek, 1913
- Markýza – George Sand; in: 1000 nejkrásnějších novel... č. 57. Praha: J. R. Vilímek, 1913

- Dumy samotářského chodce na desíti procházkách – Jean Jacques Rousseau. Praha: Sokol, 1913
- Vypravování Sindbáda námořníka z arabské sbírky pohádek "Tisíc a jedna noc" – Praha: Jan Laichter, 1914
- Napravený škarohlíd – Jean Marmontel; in: 1000 nejkrásnějších novel... č. 92. Praha: J. R. Vilímek, 1916
- Pozemky na prodej – Edmond About; in: 1000 nejkrásnějších novel... č. 93. Praha: J. R. Vilímek, 1916
- Tragická příhoda lišákova – Louis Pergaud; in: 1000 nejkrásnějších novel... č. 94. Praha: J. R. Vilímek, 1916
- Bílý býk – F. A. Voltaire; in: 1000 nejkrásnějších novel... č. 100. Praha: J. R. Vilímek, 1916
- Vzpomínky z dětství a jinošství – Ernest Renan. Praha: Jan Svátek, 1925
- Román o Tristanovi a Isoldě – Joseph Bédier. Praha: J. R. Vilímek, 1929
- Poznámky a vysvětlivky k Rabelaisově knize Život Gargantuův a Pantagruelův – Karel Šafář a Josef Rejlek. Praha: Družstevní práce, 1931
- Nepřátelé sebe samých: román ze života anglických dělníků – Robert Tressel. Praha: Karel Borecký, 1931
- Heptameron novel převznešené a přeslavné princezny Markéty d’Angouleme, královny Navarské – a opatřil poznámkami; se 76 obrázky od Toyen. Praha: Družstevní práce, 1932
- Příběh o jinochu a smutných starcích – z arabského originálu "Tisíce a jedné noci"; třemi suchými jehlami a dvěma kresbami vyzdobil František Pavelka. České Budějovice: Družstevní práce, 1939
- Mlýn na Pádu: historický román. III, Svět starý a věčně nový – Riccardo Bacchelli. Praha: Novina, 1943
- Smrt vlka – Alfred de Vigny; dřevorytem vyzdobil Jan Konůpek. České Budějovice: Družstevní práce, 1945
- Gargantua a Pantagruel – François Rabelais; překlad Jihočeské Thelémy; upravili Josef Rejlek a Karel Šafář; konečná redakce a předmluva Josef Kopal; ilustrace Gustav Dorée... Praha: Melantrich, 1953
- Kněžna de Clèves – Marie Madeleine de La Fayette; a opatřil poznámkami. Praha: SNKLHU, 1959
- Heptameron – Markéta Navarská; ilustroval Ota Janeček; doslov Josef Kopal. Praha: SNKLHU, 1960
- Iluminované rukopisy vyšebrodské – úvod napsal a katalog sestavil Antonín Friedl; francouzské resumé Karel Šafář, německé resumé Marie Kotrbová; barevné fotografie Ladislav Neubert, černobílé fotografie Josef Šechtl. České Budějovice: Krajská knihovna, 1967
- Pravdivá historie – Charles Louis de Secondat, baron de La Brède et de Montesquieu; ilustroval Petr Poš. Praha: Odeon, 1983

### Překlad dílaGargantua a Pantagruell
V době svých studií v Praze shromáždil z podnětu P. M. Haškovce okolo sebe kroužek mladých studentů–romanistů Jihočeskou Thelému, jejímiž členy se kromě Šafáře stali Jan Čart, František Kamarýt, Stanislav Malec a Josef Rejlek. Kroužek začal překládat jedno ze základních a těžko přeložitelných děl světové literatury, napsané v 16. století, Gargantua a Pantagruela od Françoise Rabelaise. Během překladu druhé knihy tohoto díla Čart a Malec od překládání odstoupili, František Kamarýt padl ve válce (jeho jméno je na pomníku lišovských občanů padlých v 1. světové válce) a překlad celého díla dokončil Šafář s Rejlkem s tím, že některé verše přeložili Cyril Vaněk, Alois Krajíc a Miroslav Haller. Šafář provedl také konečnou redakci celého překladu.